# Первые марки Эстонии
Пе́рвые ма́рки Эсто́нии (эст. «Lillemustriga postmargid», буквально — «марки с цветочным узором», «цветастые марки») — стандартные марки, которые были выпущены в 1918—1919 годах.

## История и описание

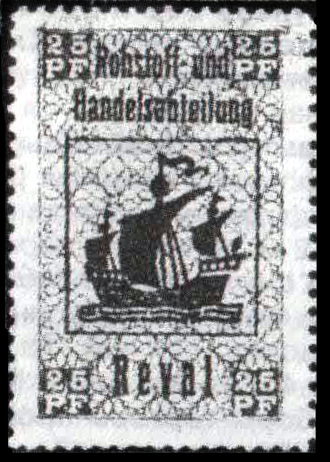
Фискальная марка Департамента сырья и торговли в Ревеле (1918)

После принятия независимости страны Дирекция эстонской почты издала 16 ноября 1918 года следующее распоряжение:
Эстонская государственная почта начинает свою деятельность 19 ноября 1918 года. До выпуска почтовых марок, который будет осуществлён в ближайшие дни, просим письма не опускать в почтовые ящики, а сдавать в почтовую контору. Первое время будут принимать только простые и заказные отправления и только в страны побережья Балтийского моря.
Первая почтовая марка Эстонии с цветочным узором и номиналом в 5 копеек была отпечатана 22 ноября того же года. В продажу она поступила 24 ноября. Дизайн первых эстонских марок был подготовлен Рудольфом Зеро (Rudolf Zero). За основу он взял дизайн фискальных марок, выпущенных в 1918 году, в период германской оккупации Таллина, Ревельским управлением торговли и ремёсел и Ревельским департаментом сырья и торговли. Почтовые миниатюры были напечатаны литографским способом в типографии Георга Бёлау в Нымме (Nõmme; теперь пригород Таллина).
30 ноября была выпущена марка номиналом в 15 копеек. 18 и 23 января серия была дополнена миниатюрами достоинством в 35 и 70 пенни, соответственно с несколько изменённым дизайном и без указания наименования денежной единицы. В Эстонии эта серия получила название «Lillemustriga postmargid» («цветастые марки», «марки с цветочным узором»).
Марки беззубцовые, за исключением 15-копеечных марок. Известны пробные марки:
- 5-копеечная — розовая на сероватой бумаге и
- 15-копеечная — чёрная на папиросной бумаге[5].

Эстонские марки с цветочным узором находились в обращении до 30 июня 1926 года.
|                  |                   |                  |                  |
| 5 копеек (Mi #1) | 15 копеек (Mi #2) | 35 пенни (Mi #3) | 70 пенни (Mi #4) |

| Номинал   | Цвет марки           | Дата поступления в продажу | Тираж     | Примечания                                 |
| --------- | -------------------- | -------------------------- | --------- | ------------------------------------------ |
| 5 копеек  | Красновато-оранжевый | 24 ноября 1918             | 1 942 000 | 4 выпуска (22 ноября 1918 — 5 апреля 1919) |
| 15 копеек | Светло-голубой       | 30 ноября 1918             | 3 599 500 | 5 выпусков (30 ноября 1918 — 3 июля 1919)  |
| 15 копеек | Светло-бирюзовый     | (1919)                     | 3000      | Перфорированная                            |
| 35 пенни  | Коричневый           | 18 января 1919             | 2 047 000 | 3 выпуска (18 января 1919 — 2 мая 1919)    |
| 70 пенни  | Оливковый            | 23 января 1919             | 503 000   |                                            |

## Разновидностьс зубцовкой
Пятнадцатикопеечная марка с зубцовкой (Mi #2A; Yt #5) в первой эстонской серии представляет собой пробу перфорирования, заказанную почтовым ведомством. Проба была выполнена на забракованных типографских листах первого и второго тиражей (зубцовка 11½). Расположенные по краям листа марки не были перфорированы по внешней стороне. Так появились марки с зубцовкой только с трёх или двух (угловые марки) сторон. Пробный выпуск был признан неудачным и поэтому не был повторён. Общее число марок с зубцовкой неизвестно и, скорее всего, так и останется неизвестным.
По сведениям Шёнхерра (Schönherr), почтовое ведомство в Таллине продало около 6500 марок одному филателистическому дилеру, отправившему большинство из них через Финляндию в Германию. Пакет с марками так и не прибыл по назначению, и его судьба остаётся неизвестной. В печатных источниках упоминалось, что небольшое количество марок было реализовано почтой в почтовых отделениях. Точная цифра также неизвестна.
Полагают, что общее число оставшихся в обращении марок не превышает тысячи штук, но подлинные экземпляры встречаются крайне редко. Большая часть находящихся в коллекциях марок с «зубцовкой» являются подделками или частными зубцовками, что можно распознать по хорошему качеству зубцовки и по тому, что это марки большей частью из четвёртого и пятого тиражей. Особенно редки квартблоки и, естественно, марки на конверте. Вероятно, существует всего два—три конверта. Марки с зубцовкой номиналом в 15 копеек из «цветастой» серии остаются одной из самых редких и загадочных почтовых марок Эстонии.